# هیزل ران (مینه‌سوتا)
هیزل ران، مینه‌سوتا (به انگلیسی: Hazel Run, Minnesota) یک شهر در ایالات متحده آمریکا است که در شهرستان یلو مدیسن، مینه‌سوتا واقع شده‌است.

## خصوصیات
هیزل ران ۱٫۹۴ کیلومترمربع مساحت و ۶۳ نفر جمعیت دارد و ۳۲۴ متر بالاتر از سطح دریا واقع شده‌است.